# Psalm 98
Der 98. Psalm (nach griechischer Zählung der 97.) ist ein Psalm aus dem vierten Buch der Psalmen. Er ist der Gattung „eschatologischer Hymnus“ zuzuordnen, wobei sich auch Motive aus der Gattung „JHWHs Thronbesteigung“ wiederfinden. Das Incipit "Cantate" gibt dem Sonntag Kantate der Osterzeit seinen Namen.

## Gliederung
Der Alttestamentler Hermann Gunkel schlägt folgende Gliederung vor:
1. Vers 1–3: Teil 1
  1. Vers 1a: Hymnische Einführung: Aufforderung zu JHWHs Preis
  2. Vers 1b–3: Hauptstück: Schilderung JHWHs Wundertaten. Dabei wird die Alleinigkeit seines Handelns und die Ausrichtung auf Israel  hervorgehoben
2. Vers 4–9: Teil 2
  1. Vers 4–8: Ausgedehnte hymnische Einführung
  2. Vers 9: Hauptstück

### Vers 1 – 3
Jörg Jeremias stellt starke Beziehung der Verse zu Deuterojesaja heraus. Er findet hier Formulierungen, die eigentlich charakteristisch für den Exilspropheten sind. So findet sich z. B. die Formulierung „singt dem Herrn ein neues Lied“ (שירו ליהוה שיר חדש) genau identisch in den deuterojesajanischen Worten Jes 42,10  oder „Sein heiliger Arm“ (Vers 1) in Jes 52,10 .

### Vers 4 – 6
Der in diesen Versen vorkommende Ton des Jubelns (הריעו – „zujauchzen“), unterstützt durch das Hinzuziehen von Musikinstrumenten (Zither, Trompeten und Posaunen) prägt den Psalm sehr stark. Das Vorkommen von Musikinstrumenten ist für die Gattung der Hymnen nicht untypisch.

## Kirchenmusikalische Rezeption
Die zweite Hälfte von Vers 3 dient als Grundlage für das gregorianische Graduale Viderunt omnes, das von Komponisten der frühmittelalterlichen Notre-Dame-Schule vertont wurde. Er hat seinen liturgischen Ort in der dritten Weihnachtsmesse (Missa in die ‚Messe am Tage‘). 
Der 98. Psalm stellt die Grundlage für das Lied Singt, singt dem Herren neue Lieder von Matthias Jorissen aus dem Jahr 1798, das Lied Singet dem Herrn ein neues Lied aus dem Jahr 1963 und das Lied Singt Gott, unserm Herrn von Renate Schiller aus dem Jahr 1988 dar.